# Franz Hülshoff
Franz Hülshoff (* 25. Mai 1930 in Brilon-Alme; † 30. April 2012 ebenda) war ein deutscher Lokalpolitiker und Bürgermeister der Stadt Brilon. Er war von 1985 bis 1999 im Amt und gehörte der CDU an.
Hülshoff war ab 1964 Mitglied im Rat der damals selbstständigen Gemeinde Alme, der er von 1969 bis 1974 als Bürgermeister vorstand. Von 1970 bis 1974 war er Amtsbürgermeister des Amtes Thülen. Nach der Kommunalreform 1975 wurde er stellvertretender Bürgermeister der erweiterten Stadt Brilon. Am 31. Dezember 1985 wurde er mit 33 von 36 Stimmen der Stadtvertreter ins Briloner Bürgermeisteramt gewählt. Nach dem Ende seiner Amtszeit wurde er am 29. Oktober 1999 vom Rat der Stadt Brilon und seinem Nachfolger Franz Schrewe zum ersten und einzigen Ehrenbürgermeister ernannt.

## Ehrungen und Auszeichnungen
- Bundesverdienstkreuz am Bande des Verdienstordens der Bundesrepublik Deutschland (1995)
- Ernennung zum ersten und einzigen Ehrenbürgermeister der Stadt Brilon am 29. Oktober 1999[1][4]